# الكلاب (فلم)
الكلاب أو بسي (الروسية: псы) هو فيلم روسي أنتج سنة 1989 عن بحر آرال من إخراج ديميتري سفيتوزاروف.

## وصلات خارجية
- مقالات تستعمل روابط فنية بلا صلة مع ويكي بيانات